# 我爱灰太狼
《我愛灰太狼》是喜羊羊与灰太狼的真人电影系列。系列推出两部影片，分别于2012年和2013年暑假上映。

## 电影《我爱灰太狼》
《我爱灰太狼》是喜羊羊与灰太狼首部真人版电影，于2012年8月10日上映。由卡通先生影业与原创动力合作出品。

### 劇情
灰太狼、紅太狼、小灰灰、懶羊羊和整座狼堡都被拜拜機送到人類世界。拜拜機是由灰太狼發明，能夠傳送任何物件和生物到任何時空，激活密碼是「莫名其妙」；然而灰太狼忘記了密碼，只記得個「妙」字。
羊村的村長——慢羊羊為了讓他們能夠融入人類世界，把灰太狼、紅太狼變成成人，把懶羊羊變成一個小胖子，把小灰灰變成一隻可愛的黑色小狗。在人類世界裡，他們得到最喜愛看《喜羊羊與灰太狼》的小女孩——丫丫的幫助，而且好幾次在無意中說出拜拜機的密碼，懶羊羊、紅太狼成功離開人類世界，返回青青草原。
拜拜機因為只有傳送一人的電力，所以只有小灰灰回到青青草原。最後，灰太狼的眼淚水激活了拜拜機，拜拜機恢復能源，而且把灰太狼傳送回青青草原。

## 电影《我爱灰太狼2》
《我爱灰太狼2》是我爱灰太狼的续作，于2013年8月1日上映。该片于狮城新加坡取景，影片的主题歌《我一定会回来的》由灰太狼主演赵英俊创作并演唱。

### 剧情
即将卸任族长的灰太狼，为寻找狼族圣物，踏上旅程，却意外发现大秘密……